# Paolo Di Orazio
Paolo Di Orazio (Roma, 5 luglio 1966) è uno scrittore, fumettista e batterista italiano, batterista del gruppo rock demenziale Latte & i Suoi Derivati.

## Biografia
Nel 1984 ha frequentato il laboratorio "Phantasmagorie" per sceneggiatura e disegno a fumetti, che era diretto da Francesco Coniglio, che in seguito sarebbe stato il suo editore. Nel 1986 ha collaborato con un'agenzia di servizi editoriali dove ha imparato il mestiere redazionale, dalla scrittura dei testi al coordinamento. Per quasi due anni ha scritto racconti e corrispondenza finta, ha realizzato fotoromanzi ritagliando pellicole hard con la moviola e ha realizzato interviste inventate per 11 mensili porno da edicola delle edizioni Epp-Tattilo.

## Vita professionale

### Scrittore e disegnatore
Nel 1988, Francesco Coniglio ha fondato la casa editrice Acme con Guido Silvestri e ha affidato a Di Orazio, insieme a Roberto Dal Prà, la guida del mensile a fumetti Splatter. Il successo immediato della rivista gli ha suggerito di creare una rubrica della posta, Non aprite quella posta, dove si firma "PDO". Nel 1990, Splatter e la raccolta di racconti Primi delitti firmata da Di Orazio hanno subito una denuncia. Ne sono scaturiti un processo e una interrogazione parlamentare al premier Giulio Andreotti. Lo scandalo finisce su tutti i giornali, inclusi l’Espresso e L'Osservatore Romano, e sia la rivista che il libro diventano un successo nazionale. Primi delitti arriva a vendere 12mila copie. Oltre a Splatter ha diretto Mostri, Splatter Poster, Nosferatu, Zio Tibia la clinica dell'orrore (Acme 1989-91). È tornato a dirigere la rivista Splatter tra il 2013 e il 2014.
Nel biennio 2010-2011 dirige il mensile Shinigami (Kawama) e nel 2015 diventa active member della Horror Writers Association (HWA). Il suo racconto La vendemmia (pubblicato in precedenza nella raccolta Madre Mostro) è stato tradotto con il titolo Hell per l'ebook Dark Gates viene inserito nella "Full Rec List" mondiale dei racconti Best Horror of the Year redatta da Ellen Datlow.
Nel 2017 vince il premio Laymon con la novella Putridarium, edita da Indipenden Legions Publishing.

### Musicista
La sua attività di batterista inizia nel 1976. Al suo attivo ha oltre 2.000 esibizioni live in tutta Italia, dai club ai centri sociali, ai teatri (Olimpico, Auditorium Conciliazione), alle carceri di Rebibbia fino a due concerti del Primo Maggio (1996 e 2004), e alla grande arena Fiesta - Rock in Roma raccogliendo in dieci date 120mila persone. Partecipa come ospite a trasmissioni tv come Le Iene, Maurizio Costanzo Show, Galagoal, Jammin, Domenica In, Sanremo Giovani '96, Quelli che il calcio, Parla con me e a dirette radiofoniche Rai come Viva la radio, e altri network tra cui Radio Deejay e altre emittenti. Co-fondatore della band Latte & i Suoi Derivati, nel 1991, assieme a Claudio Gregori (inventore del nome, il cui acronimo LSD è del tutto casuale). Dopo 24 anni di attività e 1700 concerti, appaiono nel cinepanettone Un Natale stupefacente.

## Opere

### Narrativa

#### Raccolte di racconti
- Primi Delitti, Acme, 1989
  - Primi delitti, Castelvecchi, 1997, ISBN 8882100103
- Madre Mostro, Acme, 1991, ISBN A000102263
- Che hanno da strillare i maiali?, Ded’A, 2009,  ISBN 8896121108
- (EN) My Early Crimes (Raven’s Head Press, 2015, ISBN 978-0692473658
- Nero Metafisico. 23 racconti tra la carne e l'inferno, Nicola Pesce Editore, 2016, ISBN 978-88-97141-63-1,

#### Romanzi
- Prigioniero del Buio, Granata Press, 1992
  - Prigioniero del Buio, Res Edizioni, 2002, ISBN 8890085231
- Il Dipinto Ucciso, Granata Press, 1993, ISBN 8872480868
- Vloody Mary, Coniglio Editore, 2011, ISBN 8860632897
- Chiruphènia, Universitalia, 2012, ISBN 8865073225
- Debbi la strana e le avventure bipolari del coniglietto Ribes, Cut-Up Publishing, 2014, ISBN 88-95246-45-4
- Il Sogno dormiente, Kipple Officina Libraria, 2016, ISBN 978-88-98953-62-2
- Il Morso dello Sciacallo Vincent Books, 2016

#### e-book
- L'Incubatrice, Mezzotints, e-book 2013, ISBN 8898479026

- Satanica, Tempesta Editore, e-book 2014

- (EN) Paolo Di Orazio e Alessandro Manzetti, Dark Gates, Kipple Officina Libraria, 2014, ISBN 978-88-98953-09-7
- (EN) Paolo Di Orazio e Alessandro ManzettiThe Monster, The Bad and The Ugly, Kipple Officina Libraria, 2016, ISBN 978-88-98953-51-6
- L'Incubatrice (Independent Legions Publishing, e-book 2016

#### Saggi
- Paolo di Orazio e Riccardo Zanello, Guida al naturismo. Vivere nudi all'aria aperta (Mare Nero Editore, 2001,  ISBN 978-88-87495-42-3

#### Racconti in antologie o riviste
I racconti dello zio Tenia
- Noz, l'inferno sulla pelle, Cattivik n.1, Acme 1989
- Il parassita del dottor Valdesky, Cattivik n.2, Acme 1989
- Il senzabocca, Cattivik n.3, Acme 1989
- Putrea di patate, Cattivik n.4, Acme 1990
- L'ascensorista, Cattivik n.5, Acme 1990
- Fitozoe, Cattivik n.6, Acme 1990
- Meccanopapero alieno, Cattivik n.7, Acme 1990
- Frullàtor, Cattivik n.8, Acme 1990
- Flittèno, Cattivik n.10, Acme 1990
- Sanguidrosuga, Cattivik n.11, Acme 1990
- Vomitella, Cattivik n.12, Acme 1990
- L'epivermide, Cattivik n.13, Acme 1990
- Il Turbomassacratore, Cattivik n.14, Acme 1990
- Lo scimpazzòide, Cattivik n.17, Acme 1991
- La notte dei morbi viventi, Cattivik n.18, Acme 1991
- Jena Caustica, Cattivik n.19, Acme 1991
- Alla faccia del mostro, Cattivik n.20, Acme 1991
- Burro di aracnidi, Cattivik n.23, Acme 1991
- Appuntamento a Carfax, Radio Rai, 1992, audioracconti
- Quattro secondi in Passi nel delirio. Psicopatologia dei racconti, Addictions, 2000
- Fantasmi con la testa in In fondo al nero, Urania, 2003
- La donna di Modigliani in Peccati veniali. Racconti di passioni romantiche ed erotismo perverso, Coniglio Editore, 2004
- Stretching del pene in La manutenzione della carne, Coniglio Editore, 2006
- Lo Scarico in Da Arkham alle stelle, Bottero Edizioni, 2008
- Federica da Siena in Qualcuno ha morso il cane. Racconti di doppia vita, Coniglio Editore, 2009
- Il prossimo in La sete. Quindici vampiri italiani, Coniglio Editore, 2009
- Chi sei sei sei? in Stirpe infernale, 2012, Bietti
- Non fu terribile in Apocalisse 2012, 2012, Bietti
- Le galline hanno gli occhi in Il buio dentro, Kipple Officina Libraria, 2015
- CarouselRaiser in Danze eretiche, Independent Legions Publishing, 2015
- Il padre della bambola in Mar Dulce. Acqua. Amore. Morte., Cut-Up Publishing, 2016

### Fumetti e illustrazioni
Fichissimo, Epp
- ''Il Rompicapo'', 1987, testi e disegni
- ''Gastrofobia'', 1987, testi e disegni
- ''Il proteinomane'', 1987, testi e disegni
- ''Il succhiapolvere'', 1987, testi e disegni
- ''Non aprite quella patta'', 1988, disegni

Edizioni ACME
- Passaggio obbligato, Splatter 18, 1990, testi e disegni
- Clonazion’, Cattivik, 1989, soggetto e sceneggiatura
- La notte degli zombi, Cattivik 1989, soggetto e sceneggiatura
- Il mostro delle fogne, Cattivik, 1989, soggetto e sceneggiatura
- Il porco mannaro, Cattivik, 1990, soggetto e sceneggiatura

Inoltre da alcuni racconti presenti nella raccolta Primi delitti sono stati tratte delle storie a fumetti realizzate da Vincenzo Perrone e Marco Soldi e pubblicate sulla rivista Splatter edita dalla ACME e poi raccolti in "Primi delitti, Antologia a fumetti" del  1990 e riproposti in una nuova edizione edita da 001 nel 2009:
- Caramelle su Splatter n. 1. 1989;
- Poldo & Wile Coyote, Splatter n. 3, 1989;
- Silenzio, Splatter n. 5, 1989;
- Il tacchino vuole giocare, Splatter n. 12, 1990.

Altri editori
- Lei Station , selfcomics.com, 2000, testi e disegni
- Ruskin the devouring, Heavy Metal 2001, soggetto e sceneggiatura
- Six seconds in hell, Heavy Metal 2001, soggetto e sceneggiatura
- Tamous, Heavy Metal 2001, soggetto con S. Tenuta e sceneggiatura
- Resistenze, Beccogiallo, 2007, sceneggiatura
- Cani per nessun gregge. I ragazzi di Padre Mauro, Zero Tolleranza, Beccogiallo, 2008, sceneggiatura
- Homeliah. I ragazzi di Padre Mauro, Global Warming, NDA Press, 2009, sceneggiatura
- Distorsionsprogramm kinder. I ragazzi di Padre Mauro, Sherwood Comix, NPE 2010, sceneggiatura
- Il bambino dei moschini, 001, 2007. Clair de Lune, 2009. Ded’A 2009. Aurea, 2013 su Garfield, sceneggiatura
- Hell me please, Catrin la necronauta, Shinigami n.1. Kawama, 2010, sceneggiatura
- Damar Furcas, Shinigami n.1. Kawama, 2010, sceneggiatura
- Aiutami, io sono l'uomo senza braccio, Shinigami n.1. Kawama, 2010, sceneggiatura
- Questo non è un dentista, Shinigami n.1. Kawama, 2010, sceneggiatura
- Il pomeriggio dei morti viventi, Shinigami n.1. Kawama, 2010, sceneggiatura
- Magracadabra, Catrin la necronauta, Shinigami n.2. Kawama, 2011, sceneggiatura
- Branco Baldo Show. I ragazzi di Padre Mauro, Shinigami n.2. Kawama, 2011, sceneggiatura
- Tuhailaids, Shinigami n.2. Kawama, 2011, sceneggiatura
- Transylvana, Shinigami n.2. Kawama, 2011, sceneggiatura
- La necroteca, Catrin la necronauta, Shinigami n.2. Kawama, 2011, sceneggiatura
- Nata il giorno in cui hanno assassinato Kennedy, Shinigami n.3. Kawama, 2011, sceneggiatura
- Containers, Shinigami n.3. Kawama, 2011, sceneggiatura
- Chiamata neurale urgente, Shinigami n.3. Kawama, 2011, sceneggiatura
- Il Meglio di Splatter, Rizzoli Lizard, antologia 2014
- Come uccidere la nonna, Splatter»n.1, ESH 2013, sceneggiatura
- Il silenzio arrota i denti nel buio, Splatter n.1, ESH 2013, sceneggiatura
- Little Mortal Annie, Splatter n.1, ESH 2013, sceneggiatura
- Speidy, Splatter n.1, ESH 2014, sceneggiatura
- Ho telefonato all'inferno e mi hanno risposto, Splatter n.2, ESH 2014, sceneggiatura
- Divora il prossimo tuo, Splatter n.2, ESH 2014, sceneggiatura
- Comma profondo, Splatter n.2, ESH 2014, sceneggiatura
- Atom Heart Fu**er, Splatter n.2, ESH 2014, sceneggiatura
- Megatedh - Bear of the Dark, Night of Living Dad, Splatter n.2, ESH 2014, sceneggiatura
- Fottuto blues di una stella appesa al chiodo, Splatter n.4, ESH 2014, sceneggiatura
- Io sono la forca, Splatter n.4, ESH 2014, soggetto e dialoghi
- I Vaticani, Splatter n.4, ESH 2014, sceneggiatura
- Metajo Orlando, Splatter n.5, ESH 2014, sceneggiatura
- Selfie Service, Splatter n.6, ESH 2014, sceneggiatura
- Alla fine della notte, di Stefano Fantelli, Eus, 2015, illustrazioni
- Eden Underground, di Alessandro Manzetti, Crystal Lake Publishing, 2015, illustrazioni
- Black & Why? Comicbook of Dead, Cut-Up Publishing, 2015, ISBN 8895246594, antologia di fumetti, illustrazioni
- Mamatilda su The Monster, The Bad and The Ugly, Kipple Officina Libraria, 2016, soggetto con Alessandro Manzetti, disegni e illustrazioni
- Mar Dulce. Acqua. Amore. Morte Cut-Up Publishing 2016, illustrazioni